# Abdallah al-Ghálib
Abdallah al-Ghálib Billah (Abd Al-lah al-Ghálib) (1517 – 22 de enero de 1574) fue el segundo sultán (1557–74) de la dinastía saadí. Sucedió a su padre Mohámmed ash-Sheij que fue asesinado por los otomanos en 1557. 
Tras el asesinato de su padre en 1557 y la siguiente lucha por el poder, dos de sus hermanos, Áhmad al-Mansur y Abd al-Málik, futuros sultanes saadíes, abandonaron Marruecos y permanecieron en el extranjero hasta 1576. Estos dos hermanos pasarían diecisiete años entre los otomanos.
Durante un reinado relativamente pacífico, Abdallah pactó como su padre con los españoles, con los que mantuvo una alianza que le llevó a ceder a España las Islas Alhucemas en 1560, el Peñón de Vélez de la Gomera en 1564 y a no apoyar la rebelión morisca de las Alpujarras (1568-1571). Combatió a los invasores turcos en 1558 en la Batalla de Wadi Al-Laban a los que logró expulsar y consolidó la dinastía saadí. También estableció relaciones comerciales con Inglaterra.
Abdal-lah al-Ghálib Bil-lah murió el 22 de enero de 1574 de un ataque de asma. Después de su muerte fue sucedido por su hijo Abu Abdallah Mohámmed, a pesar de la norma hereditaria saadí que establecía que el trono debía transmitirse a su hermano, el exiliado Abd al-Málik, lo que abrió un periodo de guerra civil que duró cuatro años y que terminó con la muerte de su hijo, aliado de los portugueses y de su hermano en la batalla de Alcazarquivir.
Durante su reinado, Abdal-lah al-Ghálib Bil-lah, que tenía fijada su residencia en Marrakech, construyó la mezquita Mouassine, además de una maristan (hospital y asilo) y la madraza de Ben Youssef. También reconstruyó la mezquita de al-Mansouria.
| Predecesor: Mohámmed ash-Sheij | Sultán saadí 1557-1574 | Sucesor: Abu Abdallah Mohámmed |